# En Vivo (álbum de OV7 y Kabah)
En Vivo es el nombre del álbum en vivo de las agrupaciones mexicanas OV7 y Kabah, grabado en el Auditorio Nacional de la Ciudad de México durante sus conciertos del 3 y 4 de junio de 2015 de su gira en conjunto OV7/Kabah. El álbum fue lanzado el 21 de agosto de 2015 por Sony Music México en formato CD+DVD, así como en plataformas digitales.
Para la producción del material audiovisual, se emplearon 16 cámaras con tecnología de punta. El álbum debutó en la posición número 1 de la lista general de iTunes. Los videoclips del DVD fueron subidos al canal oficial de YouTube "OV7KabahVEVO" el día del estreno del álbum.

## Contenido
El álbum contiene 30 temas (incluidos dos medleys) tomados íntegramente del setlist de la gira OV7/Kabah en su primera etapa. Las canciones comprenden las diferentes etapas de las trayectorias musicales de ambas agrupaciones, desde la década de los 90's hasta los años 2000. Aunque algunos temas son interpretados por su intérprete original en solitario, otros temas por el intérprete opuesto y otros en conjunto, todos los temas aparecen acreditados por igual como si fuesen interpretados por ambos grupos. 

### Canciones de OV7 (y Onda Vaselina) por álbum
- La Onda Vaselina (1989): Qué Triste Es el Primer Adiós
- La Onda Vaselina 2 (1991): El Calendario, Susanita Tiene un Ratón
- La Banda Rock (1993): Pónganse Botas, Quítense Tenis
- Entrega Total (1997): Tus Besos, Un Pie Tras Otro Pie, Te Quiero Tanto, Tanto, Mírame a los Ojos
- Vuela Más Alto (1998): Vuela Más Alto, No Es Obsesión
- CD00 (2000): Más Que Amor, Shabadabada, Enloquéceme
- 7 Latidos (2001): Aum Aum
- Punto (2003): No Me Voy
- Primera Fila (2010): Prohibido Quererme
- fOreVer7 (2012): Magia

### Canciones de Kabah por álbum
- Kabah (1994): Encontré el Amor, Al Pasar
- La Calle de las Sirenas (1996): Estaré, Juntos, Amor de Estudiante, Vive, La Calle de las Sirenas
- Esperanto (1998): Mai Mai, Una Ilusión, Esperanto
- XNE (2000): Antro, Te Necesito, Amigas y Rivales, Historia de una Noche
- La Vida Que Va (2002): Casi al Final, La Vida Que Va
- La Vuelta al Mundo (2003): Florecitas, Big Brother "El Complot", Por Ti

## Listado de canciones

### CD
| En Vivo CD 1 |                                      |              |          |  |
| N.º          | Título                               | Escritor(es) | Duración |  |
| 1.           | «Casi Al Final» (OV7 y Kabah)        |              | 4:03     |  |
| 2.           | «Vuela Más Alto» (OV7 y Kabah)       |              | 4:05     |  |
| 3.           | «Antro» (OV7 y Kabah)                |              | 3:49     |  |
| 4.           | «Tus Besos» (OV7 y Kabah)            |              | 3:07     |  |
| 5.           | «No Es Obsesión» (OV7 y Kabah)       |              | 4:08     |  |
| 6.           | «Mai Mai» (OV7 y Kabah)              |              | 3:38     |  |
| 7.           | «Te Necesito» (OV7 y Kabah)          |              | 3:52     |  |
| 8.           | «No Me Voy» (OV7 y Kabah)            |              | 3:58     |  |
| 9.           | «Estaré» (OV7 y Kabah)               |              | 5:59     |  |
| 10.          | «Florecitas» (OV7 y Kabah)           |              | 3:19     |  |
| 11.          | «Un Pie Tras Otro Pie» (OV7 y Kabah) |              | 4:26     |  |
| 12.          | «Más Que Amor» (OV7 y Kabah)         |              | 4:17     |  |
| 13.          | «Aum Aum» (OV7 y Kabah)              |              | 3:47     |  |
| 14.          | «Encontré el Amor» (OV7 y Kabah)     |              | 4:02     |  |
| 15.          | «Prohibido Quererme» (OV7 y Kabah)   |              | 4:11     |  |

| En Vivo CD 2 |                                                     |                                |          |  |
| N.º          | Título                                              | Escritor(es)                   | Duración |  |
| 1.           | «Amor De Estudiante» (OV7 y Kabah)                  |                                | 2:24     |  |
| 2.           | «Pónganse Botas Quítense Tenis» (OV7 y Kabah)       |                                | 2:51     |  |
| 3.           | «Una Ilusión» (OV7 y Kabah)                         |                                | 3:53     |  |
| 4.           | «Shabadabada» (OV7 y Kabah)                         |                                | 4:18     |  |
| 5.           | «Magia (Nothing's Gonna Stop Us Now)» (OV7 y Kabah) |                                | 3:56     |  |
| 6.           | «Medley Kabah» (OV7 y Kabah)                        |                                | 4:55     |  |
| 7.           | «Historia De Una Noche» (OV7 y Kabah)               |                                | 4:04     |  |
| 8.           | «Al Pasar» (OV7 y Kabah)                            |                                | 5:12     |  |
| 9.           | «La Vida Que Va» (OV7 y Kabah)                      |                                | 3:36     |  |
| 10.          | «Medley Vaselina» (OV7 y Kabah)                     |                                | 2:37     |  |
| 11.          | «Enloquéceme» (OV7 y Kabah)                         |                                | 4:23     |  |
| 12.          | «Vive» (OV7 y Kabah)                                |                                | 4:57     |  |
| 13.          | «Te Quiero Tanto» (OV7 y Kabah)                     |                                | 4:13     |  |
| 14.          | «La Calle De Las Sirenas» (OV7 y Kabah)             |                                | 4:35     |  |
| 15.          | «Mírame a los ojos» (OV7 y Kabah)                   | David Boradoni, Mario Ablanedo | 5:59     |  |

### DVD y Versión Deluxe digital del álbum
| En Vivo |                                                     |          |  |
| N.º     | Título                                              | Duración |  |
| 1.      | «Casi Al Final» (OV7 y Kabah)                       | 4:03     |  |
| 2.      | «Vuela Más Alto» (OV7 y Kabah)                      | 4:05     |  |
| 3.      | «Antro» (OV7 y Kabah)                               | 3:49     |  |
| 4.      | «Tus Besos» (OV7 y Kabah)                           | 3:07     |  |
| 5.      | «No Es Obsesión» (OV7 y Kabah)                      | 4:08     |  |
| 6.      | «Mai Mai» (OV7 y Kabah)                             | 3:38     |  |
| 7.      | «Te Necesito» (OV7 y Kabah)                         | 3:52     |  |
| 8.      | «No Me Voy» (OV7 y Kabah)                           | 3:58     |  |
| 9.      | «Estaré» (OV7 y Kabah)                              | 5:59     |  |
| 10.     | «Florecitas» (OV7 y Kabah)                          | 3:19     |  |
| 11.     | «Un Pie Tras Otro Pie» (OV7 y Kabah)                | 4:26     |  |
| 12.     | «Más Que Amor» (OV7 y Kabah)                        | 4:17     |  |
| 13.     | «Aum Aum» (OV7 y Kabah)                             | 3:47     |  |
| 14.     | «Encontré el Amor» (OV7 y Kabah)                    | 4:02     |  |
| 15.     | «Prohibido Quererme» (OV7 y Kabah)                  | 4:11     |  |
| 16.     | «Amor De Estudiante» (OV7 y Kabah)                  | 2:24     |  |
| 17.     | «Pónganse Botas Quítense Tenis» (OV7 y Kabah)       | 2:51     |  |
| 18.     | «Una Ilusión» (OV7 y Kabah)                         | 3:53     |  |
| 19.     | «Shabadabada» (OV7 y Kabah)                         | 4:18     |  |
| 20.     | «Magia (Nothing's Gonna Stop Us Now)» (OV7 y Kabah) | 3:56     |  |
| 21.     | «Medley Kabah» (OV7 y Kabah)                        | 4:55     |  |
| 22.     | «Historia De Una Noche» (OV7 y Kabah)               | 4:04     |  |
| 23.     | «Al Pasar» (OV7 y Kabah)                            | 5:12     |  |
| 24.     | «La Vida Que Va» (OV7 y Kabah)                      | 3:36     |  |
| 25.     | «Medley Vaselina» (OV7 y Kabah)                     | 2:37     |  |
| 26.     | «Enloquéceme» (OV7 y Kabah)                         | 4:23     |  |
| 27.     | «Vive» (OV7 y Kabah)                                | 4:57     |  |
| 28.     | «Te Quiero Tanto» (OV7 y Kabah)                     | 4:13     |  |
| 29.     | «La Calle De Las Sirenas» (OV7 y Kabah)             | 4:35     |  |
| 30.     | «Mírame a los ojos» (OV7 y Kabah)                   | 5:59     |  |
| 122:00  |                                                     |          |  |